# 松浦淳介
松浦 淳介（まつうら じゅんすけ、1980年9月11日- ）は、日本の政治学者。
専門は、立法過程論・現代日本政治分析。学位は、博士（政策・メディア〈慶應義塾大学・2013年〉）。
慶應義塾大学法学部准教授。

## 人物・経歴
1980年、岡山県出身。2004年、慶應義塾大学経済学部卒業。
2013年、同大学大学院政策・メディア研究科博士課程修了。博士課程指導教授は、曽根泰教。
2013年4月 - 2018年3月、同大学SFC研究所上席所員。
2021年から同大学法学部政治学科専任講師。
2023年から同大学法学部政治学科准教授。
2013年6月、日本公共政策学会2013年度学会賞（論説賞）を受賞。
現在、日本選挙学会、日本政治学会、日本公共政策学会、日本法政学会、日本比較政治学会に所属。

## 著書

### 単著
- 『分裂議会の政治学：参議院に対する閣法提出者の予測的対応』（木鐸社、2017年）

### 共著
- 『統治のデザイン：日本の「憲法改正」を考えるために』（弘文堂、2020年）
- 『専門学へのいざない』（成文堂、2020年）
- 『日本の連立政権』（八千代出版、2018年）
- 『よくわかる政治過程論』（ミネルヴァ書房、2018年）
- 『日本政治とカウンター・デモクラシー』（勁草書房、2017年）

## 論文
- 「2007年「衆参ねじれ」発生前後の国会比較」『Keio SFC Journal』9巻1号、2009年
- 「立法過程における参議院再論 : 二〇〇七年「衆参ねじれ」発生前後における内閣の立法行動比較」『法政論叢』47巻1号、2010年
- 「2007年「衆参ねじれ」における政府の立法戦略」『Keio SFC Journal』10巻1号、2010年
- 「分裂議会に対する立法推進者の予測的対応―参議院の黙示的影響力に関する分析」『法学政治学論究』 92巻、2012年
- 「分裂議会における官僚の立法準備行動―特許庁による法案根回しの実態」『KEIO SFC JOURNAL』12巻1号、2012年
- 「東日本大震災の発生と日本の国会政治―映像資料を用いた与野党関係の分析」『レヴァイアサン』56号、2015年
- 「特定秘密保護法案の立法過程―分裂議会における参議院の拒否権と非決定現象」『法政論叢』52巻1号、2016年
- 「分裂議会における閣法の立法過程 : 参議院に対する閣法提出者の予測的対応」『法政論叢』53巻2号、2017年
- 「参議院選挙と安倍政権の国会運営」『法学研究』93巻4号、2020年
- 「原子力規制委員会の独立性を検証する：安倍政権と原発の再稼働」『法学研究』 93巻8号、2020年